# Scherri-Lee Biggs
Scherri-Lee Biggs (Perth, 1 de setembro de 1990) é uma modelo australiana, titular do concurso de Watermans Bay, Perth, Austrália. Ela ganhou o título de Miss Universo Austrália, no dia 7 de julho de 2011.

## Biografia
Biggs nasceu em 1990 na África do Sul, mas emigrou com sua família para a Austrália quando ela tinha 12 anos e frequentou escola de meninas Anglicana de St Mary. Desde tenra idade, ela foi educado em dança e ballet, mas começou a seguir a carreira de modelo aos 16 anos, depois de ter sido observado pela agência de modelos de Vivien.

## Miss universo
Tornou-se Miss Universo Austrália em 7 de julho de 2011, em uma cerimônia realizada no hotel Sofitel de Melbourne, superando outras 21 candidatas de todo o país. Este certificado classificou-a para o concurso Miss Universo, realizado em São Paulo, Brasil em 12 de setembro de 2011.
Scherri-Lee Bigs era considerada como favorita para vencer mas apenas classificou-se entre as dez melhores.